# Nélson Backer Omegna
Nélson Backer Omegna (Niterói, 17 de novembro de 1903 — Rio de Janeiro, 24 de novembro de 1987) foi um escritor, jornalista e político brasileiro.
Foi ministro do Trabalho, Indústria e Comércio no governo de Nereu Ramos, de 11 de novembro de 1955 a 31 de janeiro de 1956.